# 地獄風暴 (電視劇)
《地獄風暴》（英語：Helstrom）是一部美國恐怖超級英雄類型的網路劇集，由保羅·茲畢修斯基主創並擔當節目統籌，改編自漫威漫畫的角色戴蒙·赫爾斯壯和撒旦娜。劇集屬於漫威電影宇宙的系列作品之一，與漫威電影宇宙系列電影處於同一架空世界和共同世界。劇集由ABC工作室和漫威電視製作，預定於線上串流媒體平台Hulu首播。
湯姆·奧斯滕和席德妮·李蒙領銜出演戴蒙·赫爾斯壯和安娜·赫爾斯壯，他們是神秘且強大連環殺手的一對兒女。伊麗莎白·瑪佛爾、羅勃·威斯頓、朱·卡里爾、亞莉安娜·奎拉（Ariana Guerra）和亞蘭·烏伊（Alain Uy）參與演出。《地獄風暴》是漫威恐懼之冒險系列的第一部電視劇。2019年10月至2020年3月，劇集在加拿大溫哥華拍攝。2019年12月，漫威調整製作架構，漫威電視併入漫威影業，劇集製作公司改為漫威影業，仍由原漫威電視的監製主導製作。
《地獄風暴》於2020年10月16日在Hulu首播，第一季共10集。2020年12月14日取消本劇。

## 劇情
戴蒙·赫爾斯壯和安娜·赫爾斯壯是神秘且強大連環殺手的一對兒女，他們探索人性中最糟糕的一面。

## 演員與角色

### 主要角色
- 湯姆·奧斯滕 飾演 戴蒙·赫爾斯壯（Daimon Helstrom）
- 席德妮·李蒙（英语：Sydney Lemmon） 飾演 安娜·赫爾斯壯（英语：Satana (Marvel Comics)）
- 伊麗莎白·瑪佛爾（英语：Elizabeth Marvel） 飾演 維多莉亞·赫爾斯壯（Victoria Helstrom）
- 羅勃·威斯頓（英语：Robert Wisdom） 飾演 管理人（Caretaker）
- 朱·卡里爾（英语：June Carryl） 飾演 路易絲·海斯廷斯（Louise Hastings）
- 亞莉安娜·奎拉（Ariana Guerra） 飾演 蓋布瑞拉·羅塞蒂（Gabriella Rossetti）
- 亞蘭·烏伊（Alain Uy） 飾演 克里斯·嚴（Chris Yen）

### 常設角色
- 丹尼爾·寇德摩爾 飾演 基思·斯皮維（Keith Spivey）
- 大衛·穆尼爾（英语：David Meunier） 飾演 芬·米勒（Finn Miller）

## 集數
| 集數 | 標題 | 譯名         | 導演            | 編劇                   | 上線日期       |
| ---- | ---- | ------------ | --------------- | ---------------------- | -------------- |
| 1    |      | 媽媽的小幫手 | 戴娜·瑞德       | 保羅·茲畢修斯基        | 2020年10月16日 |
| 2    |      | 臨終的聖餐   | 安德斯·恩斯特朗 | 布萊兒·巴特勒          | 2020年10月16日 |
| 3    |      | 離開的那個人 | 迈克尔·奥佛尔   | 馬庫斯·達贊            | 2020年10月16日 |
| 4    |      | 控制         | 阿曼達·羅       | 希拉·威爾森            | 2020年10月16日 |
| 5    |      | 投入         | 喬凡卡·芙可維克 | 伊恩·索貝爾＆馬特·摩根 | 2020年10月16日 |
| 6    |      | 巨人         | 待定            | 阿曼達·塞格爾          | 2020年10月16日 |
| 7    |      | 傷疤         | 待定            | 馬克·萊特納            | 2020年10月16日 |
| 8    |      | 表面之下     | 待定            | 瑪姬·班杜爾            | 2020年10月16日 |
| 9    |      | 艦艇         | 待定            | 馬特·摩根              | 2020年10月16日 |
| 10   |      | 地獄風暴     | 待定            | 保羅·茲畢修斯基        | 2020年10月16日 |

## 製作

### 開發
2019年5月1日，Hulu宣佈預訂《地獄風暴》，改編自漫威漫畫的角色戴蒙·赫爾斯壯和撒旦娜，在劇中兩人的名字為戴蒙·赫爾斯壯和安娜·赫爾斯壯。保羅·茲畢修斯基為節目統籌，他與卡里姆·澤里克（Karim Zreik）以及傑夫·洛布擔當執行監製，由ABC工作室和漫威電視共同製作。導演保羅·茲畢修斯基和傑夫·洛布表示劇集將為漫威電視劇增加恐怖和令人顫慄的元素。第一季共10集。
2019年12月，漫威調整製作架構，漫威電視併入漫威影業，劇集製作公司改為漫威影業，仍由原漫威電視的監製主導製作。2020年4月，部分受到2019冠狀病毒病疫情的影響，漫威終止了與節目統籌保羅·茲畢修斯基的整體合作協議，《好萊塢報道》稱茲畢修斯基將繼續完成劇集的後期製作。7月，為了將劇中的恐怖元素與漫威品牌疏離，劇集的名稱不再使用「漫威地獄風暴」（Marvel's Helstrom），採用「地獄風暴」（Helstrom）作為正式名稱。

### 選角
2019年10月，湯姆·奧斯滕和席德妮·李蒙確認領銜出演戴蒙·赫爾斯壯和安娜·赫爾斯壯，伊麗莎白·瑪佛爾、羅勃·威斯頓、朱·卡里爾、亞莉安娜·奎拉（Ariana Guerra）和亞蘭·烏伊（Alain Uy）參與演出。11月，丹尼爾·寇德摩爾和大衛·穆尼爾確認出演常設角色。

### 拍攝
劇集的主體拍攝於2019年10月7日在加拿大溫哥華開機，工作標題為「預兆」（Omens）。2020年3月14日殺青。

### 漫威電影宇宙關聯
2019年5月，Hulu聯合漫威宣佈將製作電視劇《地獄風暴》和《惡靈戰警》，兩劇之間的關係類似於漫威Netflix系列電視劇，並透露兩部劇集均屬於漫威電影宇宙，但不會與漫威電影宇宙系列電影和其他電視劇聯動。8月，漫威對旗下電視劇統籌分類時，將該系列電視劇稱為「漫威恐懼之冒險系列」（Adventure into Fear）。9月，Hulu宣佈停止開發《惡靈戰警》，《地獄風暴》仍繼續製作。2019年12月，漫威電視併入漫威影業之後，漫威電視的其他電視劇均停止開發。
在漫威電影宇宙的電影和電視劇中多次出現的洛桑能源公司再次在《地獄風暴》中被提及。

## 市場營銷
2020年7月24日，節目統籌保羅·茲畢修斯基在聖地牙哥國際漫畫展的線上小組討論環節，釋出第一支前導預告片。2020年9月23日，Hulu釋出首支預告片。

## 迴響
在影視匯總點評網站爛番茄上，《地獄風暴》獲得35%的新鮮度，5.26/10分（17位劇評人）。《地獄風暴》在Metacritic網站上得到「好壞參半」的評價，獲得了42/100分（6位劇評人）。

## 發行
北美市场方面，《地獄風暴》於2020年10月16日在Hulu首播，第一季共10集。劇集是該平台推出的「Hulu萬聖節」節目之一。
海外市场方面，《地狱风暴》将于2021年2月23日以“星空传媒”板块的首发剧集于Disney+上线。

## 資料來源
1. ↑  Nellie Andreeva. . Deadline Hollywood. 2020-12-14  [2020-12-20]. （原始内容存档于2020-12-14） （英语）.
2. 1 2 3  Goldberg, Lesley. . The Hollywood Reporter. 2019-05-01  [2019-05-03]. （原始内容存档于2019-05-01） （美国英语）.
3. 1 2 3  . Hulu. 2020-07-15  [2020-07-15]. （原始内容存档于2020-07-15） （美国英语）.
4. ↑  Perine, Aaron. . ComicBook.com. 2020-09-09  [2020-09-10]. （原始内容存档于2020-09-10） （美国英语）.
5. ↑  . Writers Guild of America West.   [2020-05-20]. （原始内容存档于2020-05-20） （美国英语）. Episodes with a credit date in 2020.
6. 1 2  . Hulu Press. 2020-06-22  [2020-06-23]. （原始内容存档于2020-06-23） （美国英语）.
7. ↑  Romano, Nick. . Entertainment Weekly. 2019-05-01  [2019-05-03]. （原始内容存档于2019-05-01） （美国英语）.
8. 1 2  Dinh, Christine. . Marvel.com. 2019-05-01  [2019-05-03]. （原始内容存档于2019-05-01） （美国英语）.
9. 1 2 3 4  Patten, Dominic. . Deadline Hollywood. 2019-10-08  [2019-10-09]. （原始内容存档于2019-10-09） （美国英语）.
10. 1 2  Goldberg, Lesley. . The Hollywood Reporter. 2019-12-08  [2019-12-11]. （原始内容存档于2019-12-11） （美国英语）.
11. ↑  Goldberg, Lesley. . The Hollywood Reporter. 2020-04-21  [2020-04-24]. （原始内容存档于2020-04-24） （美国英语）.
12. ↑  Barnhardt, Aaron. . ComicBook.com. 2020-07-24  [2020-07-25]. （原始内容存档于2020-07-24） （美国英语）.
13. ↑  Ramos, Dino-Ray. . Deadline Hollywood. 2019-11-06  [2019-11-06]. （原始内容存档于2019-11-06） （美国英语）.
14. ↑  Petski, Denise. . Deadline Hollywood. 2019-11-26  [2019-11-26]. （原始内容存档于2019-11-26） （美国英语）.
15. 1 2  Barnhardt, Adam. . ComicBook.com. 2019-09-10  [2019-09-13]. （原始内容存档于2019-09-11） （美国英语）.
16. ↑  Dominguez, Noah. . Comic Book Resources. 2020-03-15  [2020-03-15]. （原始内容存档于2020-03-16） （美国英语）.
17. ↑  Whitten, Sarah. . CNBC. 2019-05-01  [2019-05-03]. （原始内容存档于2019-05-01） （美国英语）.
18. 1 2  Patten, Dominic. . Deadline Hollywood. 2019-08-12  [2019-08-13]. （原始内容存档于2019-08-12） （美国英语）.
19. ↑  Andreeva, Nellie. . Deadline Hollywood. 2019-09-25  [2019-09-26]. （原始内容存档于2019-09-26） （美国英语）.
20. ↑  Pulliam-Moore, Charles. . io9. 2020-10-09  [2020-10-09]. （原始内容存档于2020-10-10） （美国英语）.
21. ↑  Bell, Josh. . Comic Book Resources. 2020-10-09  [2020-10-09]. （原始内容存档于2020-10-10） （美国英语）.
22. ↑  White, Peter. . Deadline Hollywood. 2020-07-24  [2020-07-24]. （原始内容存档于2020-07-24） （美国英语）.
23. ↑  Pearson, Ben. . /Film. 2020-09-23  [2020-09-26]. （原始内容存档于2020-09-26） （美国英语）.
24. ↑  . Rotten Tomatoes.   [2020-10-16]. （原始内容存档于2020-12-15） （美国英语）.
25. ↑  . Metacritic.   [2020-10-16]. （原始内容存档于2020-12-18） （美国英语）.
26. ↑  Goldberg, Lesley. . The Hollywood Reporter. 2020-06-22  [2020-06-23]. （原始内容存档于2020-06-23） （美国英语）.
27. ↑  Wiseman, Andreas. . Deadline Hollywood. 2021-01-04  [2021-01-04]. （原始内容存档于2021-01-04）.

## 外部連結
- 互联网电影数据库（IMDb）上《地獄風暴》的资料（英文）
- 爛番茄上《地獄風暴》的資料（英文）
- 豆瓣电影上《地獄風暴》的資料 （简体中文）